# Mercury-Redstone BD
A Mercury-Redstone BD (MR-BD) foi uma missão espacial norte americana, especificamente criada para o desenvolvimento e melhoria de algumas características do foguete Mercury-Redstone. 
Durante a missão MR-2, alguns problemas no foguete foram detectados. Com isso, Wernher von Braun resolveu incluir a missão Mercury-Redstone BD entre as missões MR-2 e MR-3, para garantir uma maior confiabilidade antes de um voo tripulado. 
O lançamento dessa missão, ocorreu em 24 de março de 1961 a partir do Complexo de Lançamento 15 do Estação da Força Aérea de Cabo Canaveral, Flórida. Nessa missão foi usado apenas um modelo inerte da espaçonave Mercury.  